# 石都々古和気神社
石都々古和気神社（いわつつこわけじんじゃ）は、福島県石川郡石川町にある神社。式内社。旧社格は郷社。陸奥国一宮を称する。

## 祭神
主祭神
- 味秬高彦根命（あじすきたかひこねのみこと）

配祀
- 大国主命（おおくにぬしのみこと）
- 誉田別命（ほんだわけのみこと、八幡神）

当社の元元の祭神は味秬高彦根命で、これは棚倉町の都都古別神社（都都古和気神社）二社と同じであり、都都古別神社から分祀されたものであるという説もあるが明確な裏附けはない。

## 歴史
当社は八幡山と呼ばれる山の頂上にある。創建の年代は不詳であるが、八幡山には磐境が多数あり、古代から祭祀の地とされていたことがわかる。延喜式神名帳に記載される「陸奥国白河郡 石都都古和気神社」の論社であり、この記述が書物における当社の初見である。
永承6年（1051年）、源有光が源義家の安倍一族追討の軍に加わって功績を挙げ、代官として石川の地を賜った。有光は康平6年（1063年）にこの地に移って名を石川有光とし、八幡山山頂の当社東側に三芦城（石川城）を築城した。以降25代528年間にわたって石川氏の居城となっていたが、豊臣秀吉により取り上げられた。治暦2年（1066年）、源氏の氏神である石清水八幡宮の分霊（八幡神・大国主命）を勧請して石都々古和気神社に合祀した。

## 境内

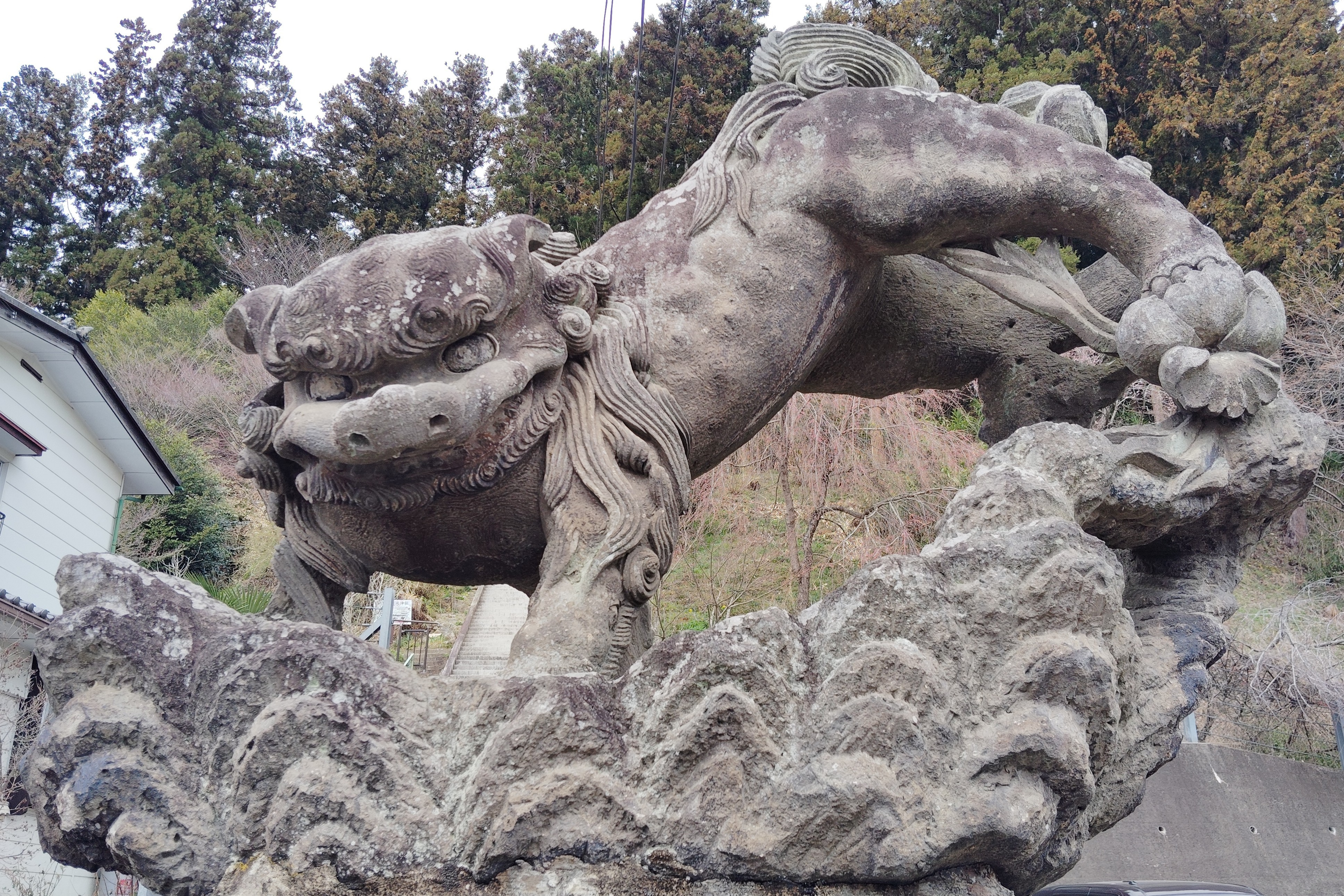
飛翔獅子

- 拝殿

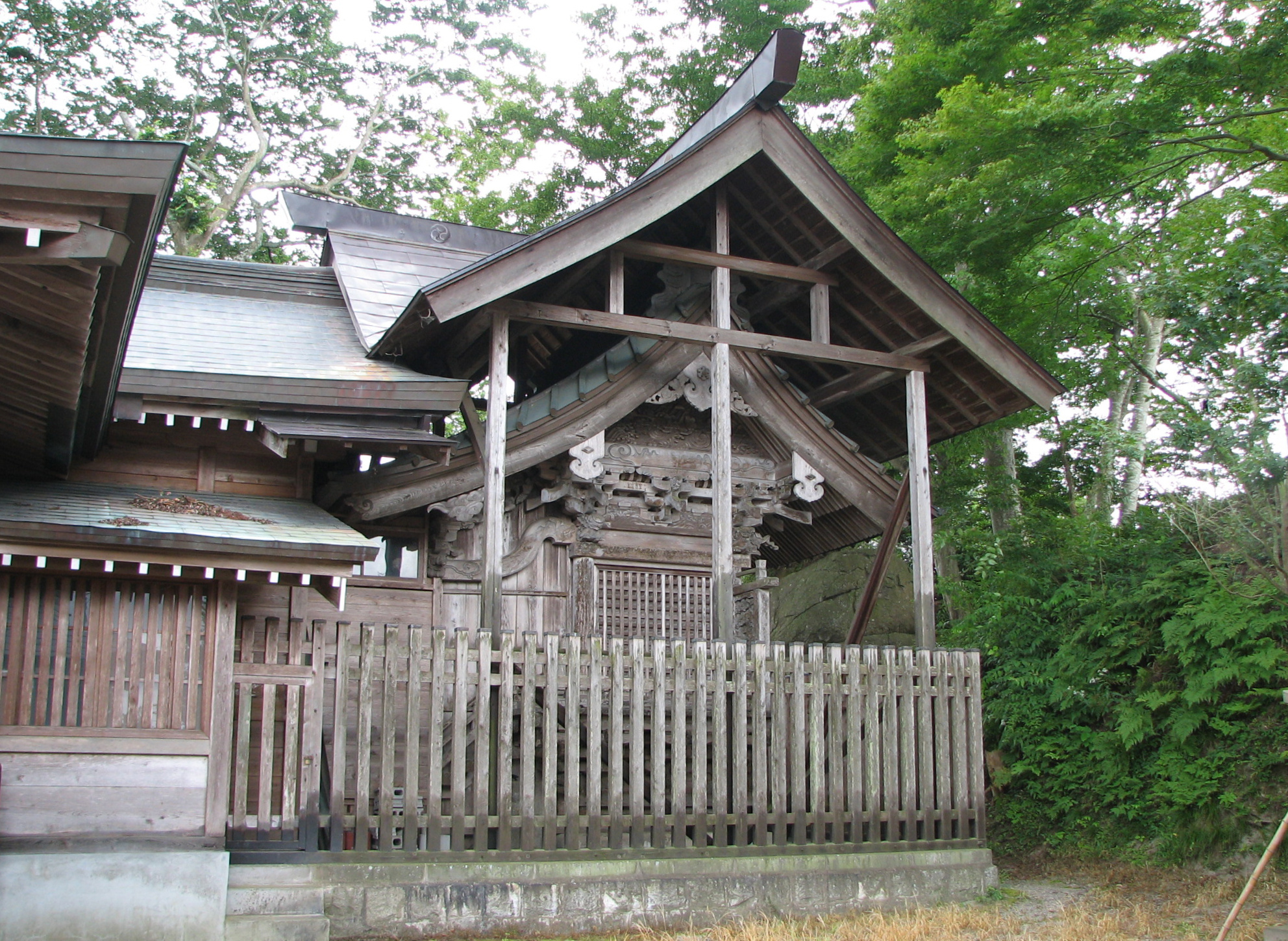
本殿
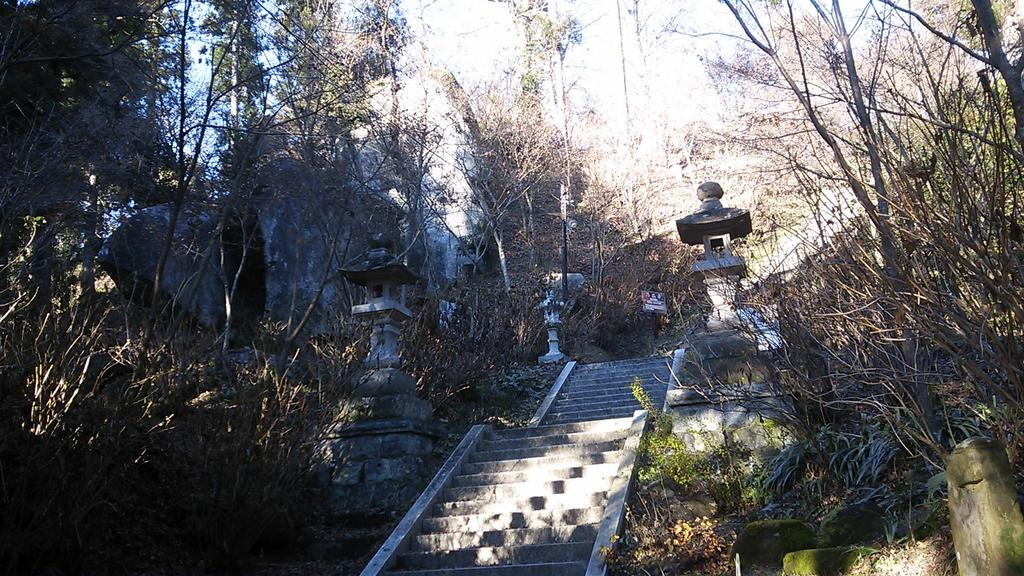
参道沿いにある磐境
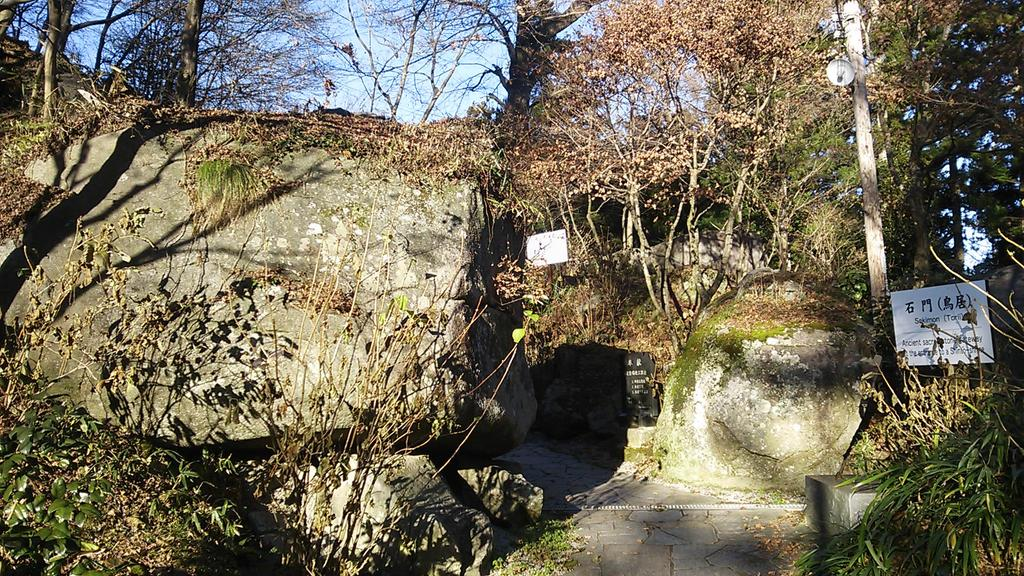
石門

- 額殿
- 社務所
- 手水舎
- 三芦城跡土塁
- 石都々古和気神社の狛犬（飛翔獅子）

- 本殿
- 参道沿いにある磐境
- 石門

## 祭礼
八幡神を当社に合祀した日は旧暦9月19日であり、それ以降、当社の例祭はこの日に行われるようになった。山頂より神体を納めた神輿が氏子の手によって麓の馬場町御仮屋に下り、7日間にわたって流鏑馬などの神事が行われていた。1975年（昭和50年）には祭礼日を新暦の9月11日から15日までに改めた。2003年（平成15年）には祭礼日を新暦の9月第2土曜日に例祭式、その前3日間を参篭と改めた。

## 文化財

### 福島県指定文化財
- 石都々古和気神社の鰐口（美術工芸品） - 応永30年（1423年）に石川持光が奉納した銅製の鰐口。1953年（昭和28年）10月1日指定[1]。

### 石川町指定文化財
- 石都々古和気神社の狛犬 1対（彫刻） - 1930年（昭和5年）に石工の小林和平が製作した「飛翔獅子」と呼ばれる一対の狛犬。2016年（平成28年）5月指定[2]。
- 吉田光一文書（古文書） - 石都々古和気神社の宮司かつ初代石川町長の吉田光一が所有する古文書。1991年（平成3年）3月25日指定[1]。

## 交通
- JR東日本・水郡線磐城石川駅から徒歩10分

境内入口から本殿までは10分程度山道を歩くことになる。参道とは別に本殿横まで自動車の通れる道がある。